# Mademoiselle Détective
Pour plus de détails, voir Fiche technique et Distribution.
Mademoiselle Détective ou Tellement secrète au Québec (So Undercover) est un film américain réalisé par Tom Vaughan tourné en 2010 et sorti directement en vidéo en 2013 aux États-Unis.

## Synopsis
Molly, une adolescente qui joue au détective amateur, est engagée par le FBI pour protéger une fille dont le père doit témoigner à un procès. Elle est donc envoyée dans le Sud des États-Unis sous couverture afin d'intégrer l'université et la confrérie de la jeune fille. Garçon manqué à cause de son éducation, Molly va avoir beaucoup de mal à passer inaperçue et sa mission ne va pas être de tout repos.

## Fiche technique
- Titre original : So Undercover
- Titre français : Mademoiselle Détective
- Titre québécois : Tellement secrète
- Réalisation : Tom Vaughan
- Scénario : Allan Loeb et Steven Pearl
- Direction artistique : Jason Baldwin Stewart
- Décors : Daniel B. Clancy
- Costumes : Wendy Chuck
- Photographie : Denis Lenoir
- Son : Gina Alfano
- Montage : Michael Berenbaum et Wendy Greene Bricmont
- Musique : Stephen Trask
- Production : Guy East, Nigel Sinclair, Tish Cyrus, Allan Loeb, Steven Pearl, Michael Warren et Tobin Armbrust
- Société(s) de production : Exclusive Media Group, Crystal City Entertainment, Scarlet Fire Entertainment et Hope Town Entertainment
- Société(s) de distribution :
  -  États-Unis : The Weinstein Company (2011), Millennium Entertainment (2013)
  -  Québec : Les Films Séville
  -  France : Metropolitan Filmexport
- Pays d’origine :  États-Unis
- Langue : Anglais
- Format : Couleurs - 35mm - 2.35:1 - Son Dolby numérique
- Genre : Comédie policière
- Durée : 94 minutes
- Dates de sortie :
  -  Émirats arabes unis : 9 septembre 2011 (sortie cinéma)
  -  Royaume-Uni : 7 décembre 2012 (sortie cinéma)
  -  États-Unis : 5 février 2013 (directement en vidéo)
  -  Canada,  Québec : 12 février 2013 (directement en vidéo)
  -  France : 3 juillet 2013 (directement en vidéo)

## Distribution
- Miley Cyrus (VF : Camille Donda; V.Q. : Catherine Brunet) : Molly Morris / Brook Stonebridge
- Jeremy Piven (V.F. : Maurice Decoster; V.Q. :Louis-Philippe Dandenault): Armon Ranford
- Mike O'Malley (V.F. : Gérard Darier; V.Q. : Denis Roy): Sam Morris
- Joshua Bowman (V.F. : Damien Ferrette; V.Q. : Maxime Desjardins): Nicholas Dexter
- Kelly Osbourne (V.F. : Dorothée Pousséo; V.Q. : Sarah-Jeanne Labrosse) : Becky Slotsky
- Lauren McKnight (en) (V.F. : Joséphine Ropion; V.Q. :Eloisa Cervantes) : Alex Patrone
- Eloise Mumford (V.F. : Chloé Berthier; V.Q. : Rachel Graton) : Sasha Stolezinsky / Suzy Walters
- Megan Park (V.F. : Karine Foviau; V.Q. : Aurélie Morgane): Cotton Roberts
- Morgan Calhoun : Hunter Crawford
- Alexis Knapp (V.Q. : Claudia-Laurie Corbeil): Taylor Jaffe
- Autumn Reeser (V.F. : Fily Keita) : Bizzy
- Matthew Settle : Professeur Talloway
- Cameron Deane Stewart : Cameron Harison

Source V.F. sur RS Doublage
Source V.Q. sur Doublage.CQ

## Accueil

### Box-office
Le film est sorti au cinéma dans seulement 13 pays, la plupart des pays ayant préféré le sortir directement en vidéo. Le film  a donc récolté très peu d'argent avec seulement 2 millions de dollars au box-office mondial.

### Critiques
Le film a reçu des critiques négatives recueillant 6 % de critiques positives, avec une note moyenne de 3,8/10 et sur la base de 16 critiques collectées, sur le site agrégateur de critiques Rotten Tomatoes.